# Gura Vulcanei, Dâmbovița
Gura Vulcanei este un sat în comuna Vulcana-Pandele din județul Dâmbovița, Muntenia, România.
 Acest articol despre o localitate din județul Dâmbovița este deocamdată un ciot. Puteți ajuta Wikipedia prin completarea lui.